# 클레오파트라 2세 필로메토라 소테이라

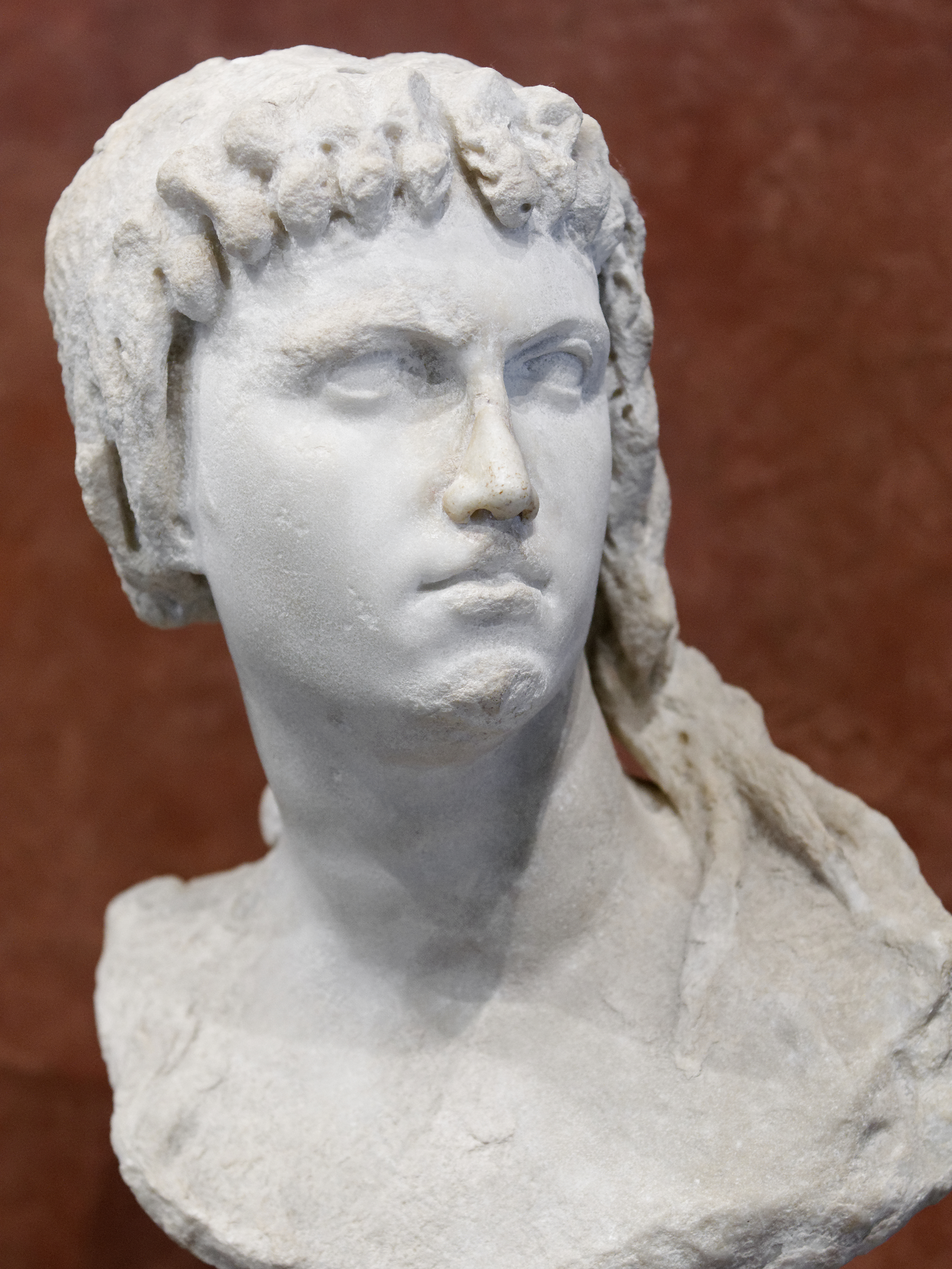
클레오파트라 2세(혹은 3세)</br>(루브르 박물관)

클레오파트라 2세(그리스어:Κλεοπάτρα Β', 영어:Cleopatra II Philometora Soteira, 기원전 185년? － 기원전 116년)는 고대 이집트 프톨레마이오스 왕조의 파라오 여왕이다. 아버지는 프톨레마이오스 5세 에피파네스이고 어머니는 클레오파트라 1세이다. 프톨레마이오스 6세 필로메토르, 프톨레마이오스 8세 퓌스콘과의 남매로, 각각의 황후가 되었다.

## 생애
기원전 173년 필로메토르와 결혼하였다. 그리고 기원전 170년에 남편의 남동생 퓌스콘과 공동으로 통치하여, 셀레우코스 제국의 안티오코스 4세와의 전쟁에 임한다. 그러나 그 후에 필로메토르와 퓌스콘의 권력 투쟁이 시작되었다. 결국 기원전 163년에는 로마의 중재 아래에서 남편인 필로메토르가 이집트의 통치자로 인정받게 된다.
기원전 145년 필로메토르가 사망하자, 클레오파트라 2세는 퓌스콘과 결혼하였다. 또한 프톨레마이오스 7세 네오스 필로파토르가 두 사람의 결혼식날 살해당했다. 기원전 142년에는 퓌스콘이 클레오파트라 2세의 딸인 클레오파트라 3세를 황후로 정했다. 이것으로 클레오파트라 2세는 퓌스콘, 클레오파트라 3세에 적대감을 가지기 시작했다.
결국 기원전 131년 클레오파트라 2세는 퓌스콘과 클레오파트라 3세에 대해 반기를 들었다. 그녀는 퓌스콘과 클레오파트라 3세를 추방하고, 자신과 퓌스콘 사이에서 낳은 아이 프톨레마이오스 멤피티스를 파라오라고 선언했다. 그러나 곧 멤피티스는 퓌스콘에게 살해당하고, 클레오파트라 2세는 시리아의 데메트리오스 2세(Demetrius II Nicator)와 동맹을 맺는다. 기원전 127년에는 시리아로 망명하였다가, 기원전 124년 퓌스콘과 클레오파트라 3세와 화해를 하고, 3인의 지배 체제로 돌아갔다. 기원전 116년에 퓌스콘이 죽자, 얼마 안가서 클레오파트라 2세도 사망하였다.

## 관련 문헌
- Aidan Dodson, Dyan Hilton: The Complete Royal Families of Ancient Egypt. The American University in Cairo Press, London 2004, S. 264–281, ISBN 977-424-878-3

| 전임 프톨레마이오스 6세 필로메토르 | 프톨레마이오스 왕조 클레오파트라 2세 (+프톨레마이오스 6세 필로메토르, 프톨레마이오스 8세 퓌스콘) 1차 기원전 173년 - 기원전 164년 | 후임 프톨레마이오스 8세 퓌스콘 |

| 전임 프톨레마이오스 8세 퓌스콘 | 프톨레마이오스 왕조 클레오파트라 2세 (+필로메토르, 네오스 필로파토르, 퓌스콘, 클레오파트라 3세 2차 기원전 163년 - 기원전 127년 | 후임 프톨레마이오스 8세 퓌스콘 (+클레오파트라 3세) |

| 전임 프톨레마이오스 8세 퓌스콘 | 프톨레마이오스 왕조 클레오파트라 2세 (+프톨레마이오스 8세 퓌스콘, 클레오파트라 3세) 3차 기원전 124년 - 기원전 116년 | 후임 프톨레마이오스 9세 라튀로스 (+클레오파트라 3세) |